# Oberaltenbernheim
Oberaltenbernheim (fränkisch: Ejbea-aldabäana) ist ein Gemeindeteil des Marktes Obernzenn im Landkreis Neustadt an der Aisch-Bad Windsheim (Mittelfranken, Bayern). Die Gemarkung Oberaltenbernheim hat eine Fläche von 10,590 km². Sie ist in 1092 Flurstücke aufgeteilt, die eine durchschnittliche Fläche von 9698,02 m² haben. In ihr liegen neben dem namensgebenden Ort die Gemeindeteile Brachbach, Breitenau, Esbach und Rappenau.

## Geografie
Das Dorf liegt an der Zenn und am Seegraben, der im Ort als linker Zufluss in die Zenn mündet. 1,25 km nördlich des Ortes befindet sich die bewaldete Anhöhe Horn (444 m ü. NHN), 1 km nordöstlich erhebt sich der Weinberg. Die Staatsstraße 2413 verläuft nach Unteraltenbernheim (2 km östlich) bzw. nach Unternzenn (2,2 km westlich). Eine Gemeindeverbindungsstraße führt nach Rappenau (1,8 km nordwestlich).

## Geschichte
1294 wurde der Ort als „Obern Alltenbern“ erstmals urkundlich erwähnt, als Konrad IV. von Nürnberg und seine Frau Agnes dem Deutschen Orden die Burg Virnsberg mit Eingehörungen schenkten, darunter auch Oberaltenbernheim. Im Ort gab es ursprünglich eine Burg, die mittlerweile abgegangen ist. Neben dem Deutschen Orden waren auch die Herren von Seckendorff und die Reichsstadt Windsheim begütert. Das Grundwort des Ortsnamens ist būr (ahd. für Haus, Kammer), der Ortsname bedeutet also zum oben gelegenen alten Haus.
Gegen Ende des 18. Jahrhunderts gab es in Oberaltenbernheim 18 Anwesen. Das Hochgericht übte das Obervogteiamt Virnsberg aus. Die Dorf- und Gemeindeherrschaft hatte die Deutschordenskommende Virnsberg mit dem Rittergut Unternzenn gemeinsam inne. Grundherren waren die Deutschordenskommende Virnsberg (4 Höfe, 3 Halbhöfe, 1 Mühle, 1 Gemeindehirtenhaus) und das Rittergut Unternzenn (1 Dreiviertelhof, 4 Halbhöfe, 3 Drittelhöfe, 1 Viertelhof).
Im Jahre 1806 kam Oberaltenbernheim an das Königreich Bayern. Im Rahmen des Gemeindeedikts wurde 1808 der Steuerdistrikt Oberaltenbernheim gebildet, zu dem Breitenau, Hechelbach, Limbach, Rappenau, Schafhof und Veitsmühle gehörten. Die 1811 gebildete Ruralgemeinde war deckungsgleich mit dem Steuerdistrikt. Sie war in Verwaltung und Gerichtsbarkeit dem Landgericht Ansbach zugeordnet und in der Finanzverwaltung dem Rentamt Ansbach. Mit dem Zweiten Gemeindeedikt (1818) wurden Brachbach und Esbach von der Ruralgemeinde Sondernohe nach Oberaltenbernheim umgemeindet, während Hechelbach, Limbach und Schafhof nach Sondernohe umgemeindet wurden. Am 4. Januar 1821 kam der Steuerdistrikt und die Ruralgemeinde Oberaltenbernheim an das Landgericht Windsheim und das Rentamt Ipsheim. Die freiwillige Gerichtsbarkeit und die Polizei über zwölf Anwesen hatte jedoch bis 1848 das Patrimonialgericht Unternzenn inne. Ab 1862 gehörte Oberaltenbernheim zum Bezirksamt Uffenheim (1938 in Landkreis Uffenheim umbenannt) und ab 1856 zum Rentamt Windsheim (1919 in Finanzamt Windsheim umbenannt, seit 1932 Finanzamt Uffenheim). Die Gerichtsbarkeit blieb beim Landgericht Windsheim (1879 in Amtsgericht Windsheim umbenannt), seit 1973 ist das Amtsgericht Neustadt an der Aisch zuständig. Die Gemeinde hatte 1964 eine Gebietsfläche von 10,776 km².
Am 1. Januar 1972 wurde Oberaltenbernheim im Zuge der Gebietsreform in Bayern nach Obernzenn eingemeindet.

### Baudenkmäler
- Haus Nr. 3: ehemaliger Winkelhof; aufgelassenes erdgeschossiges Fachwerkwohnstallhaus auf Sockel und Schwelle mit massiv unterzogenem doppelten Stall; am Eckpfosten bezeichnet „A H M / 1735“. – zugehörige, ursprünglich dreijochige Fachwerkscheune mit massiv erneuertem Westgiebel, Krüppelwalmdach; am Eckpfosten und im Giebel bezeichnet mit Deutschordenskreuz und „HA / HM / 1748“, die Scheunentüre mit hölzernem Türschloss[16]
- Haus Nr. 6: Wohnstallhaus[17]
- Haus Nr. 8: Veitsmühle[17]
- Haus Nr. 15: dazugehörige stattliche, fünfjochige, schwellenlose Fachwerkscheune aus dem frühen 19. Jahrhundert mit zwei Quertennen, über Hahnengebälk abgewalmt; bezeichnet mit Deutschordenskreuz und „I.C.R.B. 18“[16]

### Bodendenkmäler
In der Gemarkung Oberaltenbernheim gibt es zehn Bodendenkmäler, darunter
- Vorgeschichtlicher Grabhügel
- Burgstall Oberaltenbernheim

### Einwohnerentwicklung
Gemeinde Oberaltenbernheim
| Jahr      | 1818   | 1840   | 1852   | 1855   | 1861   | 1867   | 1871   | 1875   | 1880   | 1885   | 1890   | 1895   | 1900   | 1905   | 1910   | 1919   | 1925   | 1933   | 1939   | 1946   | 1950   | 1952   | 1961   | 1970   |
| Einwohner | 379    | 387    | 383    | 373    | 394    | 373    | 392    | 379    | 393    | 402    | 373    | 398    | 383    | 363    | 331    | 348    | 347    | 339    | 314    | 418    | 405    | 373    | 337    | 341    |
| Häuser    | 71     |        |        |        |        |        | 71     |        |        | 75     | 74     |        | 72     |        |        |        | 67     |        |        |        | 71     |        | 67     |        |
| Quelle    | [ 19 ] | [ 20 ] | [ 21 ] | [ 21 ] | [ 22 ] | [ 23 ] | [ 24 ] | [ 25 ] | [ 26 ] | [ 27 ] | [ 28 ] | [ 21 ] | [ 29 ] | [ 21 ] | [ 30 ] | [ 21 ] | [ 31 ] | [ 21 ] | [ 21 ] | [ 21 ] | [ 32 ] | [ 21 ] | [ 13 ] | [ 33 ] |

Ort Oberaltenbernheim
| Jahr      | 001818 | 001840 | 001861 | 001871 | 001885 | 001900 | 001925 | 001950 | 001961 | 001970 | 001987 |
| Einwohner | 115    |        | 127    | 107    | 111    | 122    | 106    | 127    | 82     | 86     | 75     |
| Häuser    | 20     |        |        |        | 22     | 21     | 21     | 20     | 17     |        | 18     |
| Quelle    | [ 19 ] | [ 20 ] | [ 22 ] | [ 24 ] | [ 27 ] | [ 29 ] | [ 31 ] | [ 32 ] | [ 13 ] | [ 33 ] | [ 1 ]  |

## Religion
Der Ort ist seit der Reformation gemischt konfessionell. Die Einwohner evangelisch-lutherischer Konfession waren ursprünglich nach St. Martin (Unteraltenbernheim) gepfarrt, seit Anfang des 19. Jahrhunderts war die Pfarrei Allerheiligen (Egenhausen) zuständig, seit Ende des 19. Jahrhunderts ist es die Pfarrei St. Maria (Unterzenn). Die Einwohner römisch-katholischer Konfession sind nach Mariä Himmelfahrt (Sondernohe) gepfarrt.

## Töchter und Söhne
- Helmut Weiß (* 1957), Polizist, Kommunalpolitiker (CSU) und Landrat des Landkreises Neustadt an der Aisch-Bad Windsheim